# Ephesia vilpiana
Ephesia vilpiana är en fjärilsart som beskrevs av Franz Dannehl 1926. Ephesia vilpiana ingår i släktet Ephesia och familjen nattflyn. Inga underarter finns listade i Catalogue of Life.